# The Young Man Who 'Figgered'
The Young Man Who 'Figgered' è un cortometraggio muto del 1915 diretto da Lee Beggs.

## Produzione
Il film fu prodotto dalla Vitagraph Company of America.

## Distribuzione
Distribuito dalla General Film Company, il film - un cortometraggio di 200 metri - uscì nelle sale cinematografiche statunitensi il 24 febbraio 1915. Nelle proiezioni veniva programmato con il sistema dello split reel, accorpato in un'unica bobina con un altro cortometraggio prodotto dalla Vitagraph, il documentario Sports in the Baltic Archipelago.